# Пачеко
Пачеко (итал. Paceco) је насеље у Италији у округу Трапани, региону Сицилија.
Према процени из 2011. у насељу је живело 9358 становника. Насеље се налази на надморској висини од 41 м.

## Становништво
Према резултатима пописа становништва 2011. у општини је живело 11.487 становника.
| 1931. | 1936. | 1951. | 1961. | 1971.  | 1981.  | 1991.  | 2001.  | 2011.  |
| ----- | ----- | ----- | ----- | ------ | ------ | ------ | ------ | ------ |
| 7.953 | 8.144 | 9.194 | 9.613 | 10.816 | 11.338 | 11.348 | 10.949 | 11.487 |